# منصور المولد
منصور سعيد المولد، لاعب كرة قدم سعودي، يلعب في خط الهجوم.

## مسيرة اللاعب
لعب سابقاً في النادي الأهلي ونادي التعاون ونادي ضمك ونادي العدالة ونادي الشعلة ونادي الخلود ونادي جدة.

## روابط خارجية
- منصور المولد على موقع قاعدة بيانات كرة القدم.إي يو (الإنجليزية)
- منصور المولد على موقع Soccerway.com (الإنجليزية)